# 斎田忠利
斎田 忠利（さいだ ただとし、1934年4月11日 - ）は、東京都出身の元プロ野球選手、審判員。元パシフィック・リーグ審判部長。

## 来歴・人物
法政二高では、四番打者、中堅手として1952年夏の甲子園に出場。1回戦で新宮高の杉本和喜代に完封を喫する。高校同期には中谷徳三（高崎理研）、根岸照昌（日本コロムビア）の両投手、1年下には小坂佳隆、中村忠雄（広島）がいた。
卒業後は根岸らとともに法政大学に進学。東京六大学野球リーグでは優勝に届かなかったが、1年生から中心打者として活躍。リーグ通算104試合出場、357打数78安打、打率.218、0本塁打、32打点を記録した。大学同期には捕手の古川啓三がいた。
1957年に大映ユニオンズに入団、1年目から一軍に定着するが、球団の再編合併もあって、翌年近鉄パールスに移籍する。ここでも外野手の準レギュラーとして起用され、1962年まで所属した。現役時代の通算成績は434試合に出場して、946打数225安打の.238、17本塁打、91打点、9盗塁である。
その後審判員に転じ、1978年今井雄太郎投手が完全試合達成した時球審。1988年伝説の10.19第1試合で二塁塁審、1989年10月12日西武（現・埼玉西武ライオンズ）対近鉄バファローズダブルヘッダーでラルフ・ブライアントが4打数連続ホームランのうち3ホームランを放った第1試合で右翼外審を担当していた。1982年から1989年にわたり審判部長をつとめた。1990年に、審判部長の座を近鉄時代の後輩でもある村田康一に譲り、主に二軍でジャッジしながら若手審判の指導につとめ、1991年現役を引退し、翌年から1994年まで審判指導員。審判員袖番号は10（1977年初採用から1991年引退まで、10は1999年採用から2003年まで秋村謙宏がつけ、2006年からは今年度新採用の工藤和樹がつけている）。一軍通算2859試合出場、オールスター7回、日本シリーズ13回出場しており、1960年代後半から1980年代を代表する名審判であった。
また、審判員引退までアウトサイドプロテクター使用にこだわり続けた。
現在はマスターズリーグで審判をつとめるほか、プロ野球OB会による野球教室などで活躍中。

## 詳細情報

### 年度別打撃成績
| 年 度     | 球 団     | 試 合 | 打 席 | 打 数 | 得 点 | 安 打 | 二 塁 打 | 三 塁 打 | 本 塁 打 | 塁 打 | 打 点 | 盗 塁 | 盗 塁 死 | 犠 打 | 犠 飛 | 四 球 | 敬 遠 | 死 球 | 三 振 | 併 殺 打 | 打 率 | 出 塁 率 | 長 打 率 | O P S |
| --------- | --------- | ----- | ----- | ----- | ----- | ----- | -------- | -------- | -------- | ----- | ----- | ----- | -------- | ----- | ----- | ----- | ----- | ----- | ----- | -------- | ----- | -------- | -------- | ----- |
| 1957      | 大映      | 72    | 149   | 134   | 10    | 27    | 4        | 2        | 2        | 41    | 9     | 2     | 1        | 0     | 1     | 13    | 0     | 1     | 22    | 7        | .201  | .277     | .306     | .583  |
| 1958      | 近鉄      | 76    | 194   | 176   | 13    | 45    | 9        | 0        | 3        | 63    | 14    | 5     | 4        | 2     | 0     | 15    | 0     | 1     | 31    | 4        | .256  | .318     | .358     | .676  |
| 1959      | 近鉄      | 81    | 248   | 217   | 27    | 56    | 9        | 1        | 4        | 79    | 21    | 2     | 5        | 2     | 0     | 26    | 2     | 3     | 38    | 3        | .258  | .346     | .364     | .710  |
| 1960      | 近鉄      | 75    | 225   | 201   | 14    | 49    | 8        | 1        | 4        | 71    | 26    | 0     | 0        | 1     | 2     | 20    | 0     | 1     | 35    | 4        | .244  | .315     | .353     | .669  |
| 1961      | 近鉄      | 75    | 141   | 129   | 8     | 32    | 3        | 0        | 4        | 47    | 16    | 0     | 0        | 0     | 2     | 9     | 0     | 1     | 33    | 2        | .248  | .302     | .364     | .666  |
| 1962      | 近鉄      | 55    | 96    | 89    | 4     | 16    | 2        | 0        | 0        | 18    | 5     | 0     | 0        | 0     | 0     | 7     | 0     | 0     | 19    | 2        | .180  | .240     | .202     | .442  |
| 通算：6年 | 通算：6年 | 434   | 1053  | 946   | 76    | 225   | 35       | 4        | 17       | 319   | 91    | 9     | 10       | 5     | 5     | 90    | 2     | 7     | 178   | 22       | .238  | .309     | .337     | .646  |

### 背番号
- 7 （1957年）
- 31 （1958年）
- 27 （1959年 - 1962年）